# Химн на Белгия
„Брабансон“ („La Brabançonne“) е националният химн на Белгия. Той има две официални версии – на нидерландски и френски език.
Текстът на „Брабансон“ е написан през септември 1830 от Александър Деше, млад актьор, известен с псевдонима Женевал, убит по време на Белгийската революция. Музиката е на Франсоа ван Кампенхаут. Песента е официално приета за национален химн на Белгия през 1860.

## Текст

### Официален текст на нидерландски
O dierbaar België, O heilig land der Vadren,
Onze ziel en ons hart zijn u gewijd.
Aanvaard ons kracht en bloed van ons adren,
Wees ons doel in arbeid en in strijd.
Bloei, o land, in eendracht niet te breken;
Wees immer u zelf en ongeknecht,
Het woord getrouw, dat ge onbevreesd moogt spreken,
Voor Vorst, voor Vrijheid en voor Recht. (3x)

### Официален текст на френски
O Belgique, ô mère chérie,
À toi nos coeurs, à toi nos bras,
À toi notre sang, ô Patrie!
Nous le jurons tous: tu vivras!
Tu vivras toujours grande et belle
Et ton invincible unité
Aura pour devise immortelle:
Le Roi, la Loi, la Liberté! (3x)